# Hungarian Ladies Open 2018
L'Hungarian Ladies Open 2018 è stato un torneo femminile di tennis giocato su cemento indoor. È stata la 2ª edizione dell'Hungarian Ladies Open, facente parte della categoria International nell'ambito del WTA Tour 2018. Si è giocato al BOK Hall di Budapest, in Ungheria, dal 19 al 25 febbraio 2018.

## Partecipanti

### Teste di serie
| Nazionalità | Giocatrice           | Ranking* | Testa di serie |
| ----------- | -------------------- | -------- | -------------- |
| Slovacchia  | Dominika Cibulková   | 30       | 1              |
| Cina        | Zhang Shuai          | 34       | 2              |
| Ungheria    | Tímea Babos          | 35       | 3              |
| Romania     | Sorana Cîrstea       | 38       | 4              |
| Romania     | Mihaela Buzărnescu   | 43       | 5              |
| Bielorussia | Aljaksandra Sasnovič | 46       | 6              |
| Serbia      | Aleksandra Krunić    | 47       | 7              |
| Croazia     | Donna Vekić          | 50       | 8              |

- Ranking al 12 febbraio 2018.

### Altre partecipanti
Le seguenti giocatrici hanno ricevuto una wild card per il tabellone principale:
- Antonia Lottner
- Fanny Stollár
- Panna Udvardy

La seguente giocatrice è entrata in tabellone con il ranking protetto:
- Sabine Lisicki

Le seguenti giocatrici sono passate dalle qualificazioni:

- Ysaline Bonaventure
- Jana Čepelová
- Magdalena Fręch
- Georgina García Pérez
- Arina Rodionova
- Roberta Vinci

La seguente giocatrice è entrata in tabellone come lucky loser:
- Viktória Kužmová

## Punti e montepremi
| Torneo              | Torneo              | V      | F      | SF     | QF    | 2T    | 1T    | Q  | Q2    | Q1  |
| Singolare femminile | Punti               | 280    | 180    | 110    | 60    | 30    | 1     | 18 | 12    | 1   |
| Singolare femminile | Premi in denaro ($) | 43,000 | 21,400 | 11,500 | 6,175 | 3,400 | 2,100 | –  | 1,020 | 600 |
| Doppio femminile    | Punti               | 280    | 180    | 110    | 60    | -     | 1     | –  | –     | –   |
| Doppio femminile    | Premi in denaro ($) | 12,300 | 6,400  | 3,435  | 1,820 | -     | 960   | –  | –     | –   |

## Campionesse

### Singolare
Alison Van Uytvanck ha sconfitto in finale  Dominika Cibulková con il punteggio di 6-3, 3-6, 7-5.
- È il secondo titolo in carriera per Van Uytvanck, il primo della stagione.

### Doppio
Georgina García Pérez /  Fanny Stollár hanno sconfitto in finale  Kirsten Flipkens /  Johanna Larsson con il punteggio di 4-6, 6-4, [10-3].